# Marquinho (Paraná)
Marquinho ist ein brasilianisches Munizip im Süden des Bundesstaats Paraná. Es hat 4.504 Einwohner (2022), die sich Marquinhenser nennen. Seine Fläche beträgt 510 km². Es liegt 857 Meter über dem Meeresspiegel.

## Etymologie
Der Name stammt von dem Markstein (portugiesisch: marco und in der Verkleinerungsform: marquinho), mit dem Ende des 19. Jahrhunderts die Stelle für eine Rodung und Besiedlung gekennzeichnet wurde.

## Geschichte

### Besiedlung
Die Geschichte begann mit der Abgrenzung des Landes durch den Indianer Francisco Tororó, der den ersten Markstein zwischen Friedhof und Rio Bonito setzte und damit den Ort Marquinho schuf. Heute steht der Markstein etwas abseits des Ortszentrums. Der Ort wurde 1889 bei Marquinho Velho besiedelt. Die ersten Siedler hießen alle Ribeiro: José, Elias, João, Hipólito, Antonio und Pedro Ribeiro. Der erste Priester kam zu Pferd aus Virmond, um in Marquinho die Messe zu feiern.
Im Jahr 1942 wurde die ersten Häuser in der Ortsmitte des heutigen Marquinho gebaut. Da es im Ort keine Absatzmöglichkeiten gab, wurde der Handel in Guarapuava oder Goioxim abgewickelt. 
Ab 1943 kamen Menschen aus Santa Catarina und aus der Stadt Cruz Machado. Sie kauften staatliches Land und züchteten Schweine. Die schlachtreifen Tiere mussten sie zu Fuß nach Goioxim, Cantagalo oder sogar Guarapuava bringen.
Im Jahr 1954 wurde das Notariat gegründet. Bis dahin wurden die Anmeldungen und standesamtlichen Trauungen in Goioxim vorgenommen. Der erste Bus fuhr zweimal wöchentlich zwischen Marquinho und Guarapuava.

### Erhebung zum Munizip
Marquinho wurde durch das Staatsgesetz Nr. 10834 vom 22. Juni 1994 aus Cantagalo ausgegliedert und in den Rang eines Munizips erhoben. Es wurde am 1. Januar 1997 als Munizip installiert.

## Geografie

### Fläche und Lage
Marquinho liegt auf dem Terceiro Planalto Paranaense (der Dritten oder Guarapuava-Hochebene von Paraná). Seine Fläche beträgt 510 km². Es liegt auf einer Höhe von 857 Metern.

### Geologie und Böden
Die Böden bestehen aus fruchtbarer Terra-Roxa.

### Vegetation
Das Biom von Marquinho ist Mata Atlântica.

### Klima
Das Klima ist gemäßigt warm. Es werden hohe Niederschlagsmengen verzeichnet (1674 mm pro Jahr). Die Klimaklassifikation nach Köppen und Geiger lautet Cfa. Im Jahresdurchschnitt liegt die Temperatur bei 19,4 °C.

### Gewässer
Marquinho liegt im Einzugsgebiet des Rio Piquirí. Dessen linker Nebenfluss Rio do Cobre fließt im Süden und Westen des Munizips.

### Straßen
Marquinho liegt an der BR-158, über die man im Süden Laranjeiras do Sul und im Norden Palmital erreicht. Die PR-364 führt in Richtung Osten nach Goioxim. 

### Nachbarmunizipien
|                  | Palmital                                    |           |
|                  | Kompassrose, die auf Nachbargemeinden zeigt | Goioxim   |
| Nova Laranjeiras | Laranjeiras do Sul                          | Cantagalo |

## Stadtverwaltung
Bürgermeister: Elio Bolzon Junior, Podemos (2021–2024)
Vizebürgermeister: Antonio Santos Vaz, PSD (2021–2024)

## Demografie

### Bevölkerungsentwicklung
| Jahr | Einwohner | Stadt | Land |
| ---- | --------- | ----- | ---- |
| 2000 | 5.659     | 10 %  | 90 % |
| 2010 | 4.981     | 11 %  | 89 % |
| 2022 | 4.504     |       |      |

Quelle: IBGE, bis 2010: Volkszählungen und Volkszählung 2022

### Ethnische Zusammensetzung
| Gruppe * | 2000    | 2010    | wer sich als …                                                                   |
| --- | ------- | ------- | -------------------------------------------------------------------------------- |
| Weiße | 72,6 %  | 60,4 %  | weiß bezeichnet                                                                  |
| Schwarze | 1,2 %   | 5,0 %   | schwarz bezeichnet                                                               |
| Gelbe | 0,0 %   | 1,7 %   | von fernöstlicher Herkunft wie japanisch, chinesisch, koreanisch etc. bezeichnet |
| Braune | 25,2 %  | 33,0 %  | braun oder als Mischung aus mehreren Gruppen bezeichnet                          |
| Indigene | 0,1 %   | 0,0 %   | Ureinwohner oder Indio bezeichnet                                                |
| ohne Angabe | 0,9 %   | 0,0 %   |                                                                                  |
| Gesamt | 100,0 % | 100,0 % |                                                                                  |
| *) Das IBGE verwendet für Volkszählungen ausschließlich diese fünf Gruppen. Es verzichtet bewusst auf Erläuterungen. Die Zugehörigkeit wird vom Einwohner selbst festgelegt. |         |         |                                                                                  |

Quelle: IBGE (Stand: 1991, 2000 und 2010)